# Matías Melluso
Matías Germán Melluso (La Plata, Argentina, 9 de junio de 1998) es un futbolista argentino. Juega de defensa y su equipo es Gimnasia y Esgrima La Plata de la Liga Profesional Argentina.

## Trayectoria
Formado en las inferiores del Gimnasia y Esgrima La Plata de su ciudad natal, Melluso fue promovido al primer equipo en Primera la temporada 2017-18. Debutó el 21 de abril de 2018 ante Talleres de Córdoba, bajo la dirección de Facundo Sava. Fue nombrado sub-capitán del equipo.
En julio de 2023, después de varios meses de negociación, la representación del futbolista le acercó a la dirigencia una oferta del Club Pafos de Chipre, mejorada, para resarcir económicamente al club y lograr su salida antes de tiempo, teniendo en cuenta que tuvo contrato hasta diciembre de 2023.
A finales de 2024, rescinde contrato con el club chipriota, y retorna a Gimnasia y Esgrima La Plata.

## Estadísticas
Actualizado al último partido disputado el 9 de junio de 2023.
| Club                                    | Div.          | Temporada     | Liga  | Liga  | Copas nacionales | Copas nacionales | Copas internacionales | Copas internacionales | Total | Total |
| Club                                    | Div.          | Temporada     | Part. | Goles | Part.            | Goles            | Part.                 | Goles                 | Part. | Goles |
| --------------------------------------- | ------------- | ------------- | ----- | ----- | ---------------- | ---------------- | --------------------- | --------------------- | ----- | ----- |
| Gimnasia y Esgrima (La Plata) Argentina | 1.ª           | 2017-18       | 4     | 0     | 4                | 0                | —                     | —                     | 8     | 0     |
| Gimnasia y Esgrima (La Plata) Argentina | 1.ª           | 2018-19       | 17    | 0     | 1                | 0                | —                     | —                     | 18    | 0     |
| Gimnasia y Esgrima (La Plata) Argentina | 1.ª           | 2019-20       | 24    | 0     | 1                | 0                | —                     | —                     | 25    | 0     |
| Gimnasia y Esgrima (La Plata) Argentina | 1.ª           | 2020-21       | 11    | 0     | 0                | 0                | —                     | —                     | 11    | 0     |
| Gimnasia y Esgrima (La Plata) Argentina | 1.ª           | 2021          | 15    | 0     | 0                | 0                | —                     | —                     | 15    | 0     |
| Gimnasia y Esgrima (La Plata) Argentina | 1.ª           | 2022          | 20    | 0     | 1                | 0                | —                     | —                     | 21    | 0     |
| Gimnasia y Esgrima (La Plata) Argentina | 1.ª           | 2023          | 16    | 0     | 1                | 0                | 4                     | 0                     | 21    | 0     |
| Gimnasia y Esgrima (La Plata) Argentina | 1.ª           | 2025          | 0     | 0     | 0                | 0                | —                     | —                     | 0     | 0     |
| Gimnasia y Esgrima (La Plata) Argentina | Total club    | Total club    | 123   | 0     | 9                | 0                | 4                     | 0                     | 119   | 0     |
| Pafos FC Chipre                         | 1.ª           | 2023-24       | 12    | 0     | 1                | 0                | 0                     | 0                     | 13    | 0     |
| Pafos FC Chipre                         | 1.ª           | 2024-25       | 4     | 0     | 0                | 0                | 0                     | 0                     | 4     | 0     |
| Pafos FC Chipre                         | Total club    | Total club    | 16    | 0     | 1                | 0                | 0                     | 0                     | 17    | 0     |
| Total carrera                           | Total carrera | Total carrera | 107   | 0     | 8                | 0                | 4                     | 0                     | 136   | 0     |

## Palmarés

### Títulos nacionales
| Título         | Club        | País   | Año  |
| -------------- | ----------- | ------ | ---- |
| Copa de Chipre | Pafos F. C. | Chipre | 2024 |